# ويتنس (منظمة)
ويتنس، منظمة حقوق إنسان غير ربحية، ومقرها في بروكلين في نيويورك. تتمثل مهمتها في الشراكة مع المنظمات العاملة ميدانيًا لدعم توثيق انتهاكات حقوق الإنسان وعواقبها، من أجل تعزيز المشاركة العامة، وتغيير السياسات، والعدالة. أقامت ويتنس شراكةً مع أكثر من 300 مجموعة حقوقية في أكثر من 80 دولة.

## رسالة المنظمة
تدرّب منظمة ويتنس الدولية الأشخاص المستخدمين لتقنية الفيديو في كفاحهم من أجل حقوق الإنسان وتدعمهم. «يخاطر الناشطون والمواطنون بحياتهم كل يوم لإظهار الحقيقة، لذلك نساعد في التأكد من أن جهودهم لن تذهب سدى». تعدّ ويتنس رائدة في الحركات العالمية التي تستخدم الفيديو لإحداث تغيير في حقوق الإنسان.

## لمحة تاريخية
تأسست ويتنس في عام 1992 على يد بيتر غابرييل بمساعدة منظمة حقوق الإنسان أولًا (التي كانت تُعرف آنذاك باسم لجنة المحامين لحقوق الإنسان) والمدير التنفيذي المؤسس مايكل بوسنر. تأثر الموسيقي والناشط بيتر غابرييل بتجربته في استخدام كاميرا هاندي كام من سوني- من أولى كاميرات الفيديو الصغيرة التي سوّقت للمستهلكين- لتسجيل القصص التي سمعها أثناء سفره مع منظمة العفو الدولية في رحلة حقوق الإنسان الآن. قرر تأسيس ويتنس بعد حادثة الشرطة الوحشية عام 1991 والتي تمحورت حول رودني كينغ الابن، إذ شكل مقطع الفيديو الذي صوره أحد المارة والذي يوثق تعرض كينغ للضرب على يد شرطة لوس أنجلوس أمرًا بالغ الأهمية في زيادة الوعي وفي جذب انتباه الرأي العام على نطاق واسع. أظهر هذا الفيديو بالنسبة إلى غابرييل قوة تقنية الفيديو في جذب انتباه العالم ونقل انتهاكات حقوق الإنسان بشكل عميق.
تأسست ويتنس في العام التالي، في عام 1992، بمنحة أولية قدرها مليون دولار من مؤسسة ريبوك لحقوق الإنسان، وبشراكة مع لجنة المحامين لحقوق الإنسان (المسماة حاليًا حقوق الإنسان أولًا).
استخدمت ويتنس في عام 1999 بث الفيديو المباشر كجزء من مهمتها، ووصلت إلى نهائي جائزة قنوات محتوى البث المباشر التقدمية لريل نيتوركس، كأفضل مؤسسة إعلامية غير ربحية للبث المباشر، وخسرت أمام أسيستف ميديا.
أصبحت ويتنس منظمة مستقلة غير ربحية في عام 2011، وأصدرت في عام 2012 جدولًا زمنيًا لعشرين عامًا حول المنظمة.
بدأت ويتنس في عام 2004 بإقامة عشاء خيري وحفل موسيقي بعنوان «التركيز على التغيير»، ويجمع هذا الحدث ناشطي الفيديو والممولين والمشاهير لمشاركة أعمال شركاء ويتنس.
اتجّهت ويتنس في عام 2009 نحو الاستخدام المركز لوسائل الإعلام الاجتماعية كجزء من مساعيها للوصول إلى الفيديو من أجل التغيير. بدأت المنظمة في عام 2009 الإبلاغ عن إحصاءات وسائل التواصل الاجتماعي في تقارير أداء المنظمة.
أطلقت ويتنس في عام 2012 مشروعًا مشتركًا مع ستوريفول ويوتيوب، دُعي قناة حقوق الإنسان.
عملت ويتنس في أكثر من 80 دولةً للنهوض بحقوق الإنسان من خلال استخدام الفيديو من أجل التغيير. تمتلك ويتنس اليوم فريق عمل مكون من 30 موظفًا، وميزانية قدرها 3.9 دولار.

## الحملات
عملت ويتنس مع أكثر من 300 منظمة في أكثر من 80 دولة منذ تأسيسها. عرض مقال نيويورك تايمز «لا تأبه وسائل الإعلام بما يحدث هنا» في 18 فبراير 2015، عمل ويتنس في البرازيل والفيديو الرائد الخاص بهم كمبادرة قائمة على الأدلة، مع الناشطين الإعلاميين العاملين في الأحياء الفقيرة في البلاد. تشمل البرامج الأخرى:

### التدريب
طورت ويتنس مجموعات تدريب لمساعدة الناشطين ومصوري الفيديو على استخدام الفيديو بشكل فعال وآمن لدعم حملات المناصرة الخاصة بهم. تتيح ويتنس الوصول إلى موادها التعليمية من خلال مكتبتها على الإنترنت.
أصدرت المنظمة كتاب فيديو ويتنس من أجل التغيير، وتهجف هذه الوثيقة إلى تعليم منظمات حقوق الإنسان والبيئة والعدالة الاجتماعية كيفية استخدام الفيديو بشكل أكثر فاعلية في الحملات.
أنشأت مجموعة أدوات التخطيط للمناصرة، وهو دليل تفاعلي خطوة بخطوة لمساعدة المناصرين والمنظمات على تطوير خطة إستراتيجية للمناصرة عبر الفيديو.